# القنفذ سونيك 2 (فلم)
القنفذ سونيك 2 (بالإنجليزية: Sonic the Hedgehog 2) هو فيلم مغامرات كوميدي مبني على سلسلة ألعاب القنفذ سونيك وهو الجزء الثاني لفيلم سونيك القنفذ. الفيلم من إخراج جيف فولر وبطولة جيمس مارسدن، بين شوارتز، تيكا سومبتير، آدم بالي، شيمار مور، إدريس إلبا وجيم كاري. وعُرض الفيلم في الولايات المتحدة في 8 أبريل 2022 وسيتم عرض في ديسمبر 2024 القنفذ سونيك 3 (فيلم) .

## روابط خارجية
- مقالات تستعمل روابط فنية بلا صلة مع ويكي بيانات